# ناتاشا ماكليهون
ناتاشا ماكليهون (بالإنجليزية: Natascha McElhone)‏ (ولدت 14 ديسمبر 1969)، هي ممثلة أفلام ومسرح من أصول إنجليزية وإيرلندية. عُرفت بأدوارها المتعددة في السينما الأمريكية مثل فيلم عرض ترومان وفيلم رونين. بدأت في 2016 بتأدية دور السيدة الأولى على قناة إي بي سي في المسلسل الدرامي الناجي المعين.

## النشأة
ولدت ناتاشا أبيغيل تايلور في بلدة صغيرة تدعى والتون-أون-ثامس، في مقاطعة سَري عام 1969. والدتها هي نورين ماكليهون ووالدها هو مايكل تايلور، وكلاهما صحفيان. أخذت ناتاشا اسم والدتها قبل الزواج ليصبح اسمها الفني. انفصل والديها عندما كان عمرها سنتين، وانتقلت والدتها الإيرلندية إلى برايتون وتزوجت لاحقا الصحفي وكاتب العمود روي غرينسلاد.
درست ناتاشا الرقص الإيرلندي من سن 6-12، وحصلت على تعليمها في مدرسة سانت ماري للبنات، وهي مدرسة داخلية مستقلة في برايتون، ساسكس. تخرجت من أكاديمية لندن للموسيقى والفن الدرامي في عام 1993.

## السيرة الفنية
بدأت ناتاشا حياتها على المسرح، وقدمت عدة أدوار من بينها بطولة في مسرحية ريتشارد الثالث وحلم ليلة منتصف الصيف في مسرح الهواء الطلق، حديقة ريجنت في لندن، وقدمت عدة شخصيات في مسرحية الكونت دي مونت كريستو وبستان الكرز في مسرح هايماركت، في ليستر.
ظهرت على الشاشة لأول مرة في إحدى حلقات برنامج Bergerac الذي يذاع على القناة البريطانية الشهيرة بي بي سي عام 1991. وشوهدت في حلقة من رائع على الإطلاق في عام 1992.
دورها الأول في شباك التذاكر أتى في عام 1996 في فيلم سورفيفينغ بيكاسو، وتطلب منها العمل الظهور عارية أمام زميلها أنتوني هوبكنز. أنجح أفلامها حتى الآن كان عرض ترومان عام 1998 بجانب جيم كاري، وفي نفس السنة مثلت بجانب روبرت دي نيرو في رونين.
شاركت ناتاشا عام 2013، في بطولة الفيلم المستوحى من روميو وجولييت بدور أم جولييت، جنبا إلى جنب مع هيلي ستاينفيلد وداميان لويس. بدأت في فبراير 2016، الظهور بدور مستمر في مسلسل الناجي المعين بجانب كيفر سثرلاند على قناة هيئة الإذاعة الأمريكية.

## الحياة الشخصية
تزوجت ناتاشا جراح التجميل الدكتور مارتن هيرغوين كيلي في 19 مايو 1998. عاش الزوجان في فولهام، غرب لندن، مع أبنائهم تيودور (من مواليد 2000) وأوتيس (ولد في مايو 2003). ولد ابنهما الثالث، ريكس، في أكتوبر 2008، بعد خمسة أشهر من وفاة كيلي.
عُثِر على مارتن كيلي البالغ من العمر 43 عاما، ساقطا في منزل عائلته في 20 مايو 2008، من قبل زميل له، الذي هرع بنقله لمستشفى تشيلسي (حيث كان يعمل)، ولكن لم يتمكن الأطباء من إنعاشه. وتوفي بعد يوم واحد من الذكرى السنوية العاشرة لزواجه. كشف تشريح الجثة أن سبب الوفاة كان اعتلال عضلة القلب التوسعي.

## أعمالها

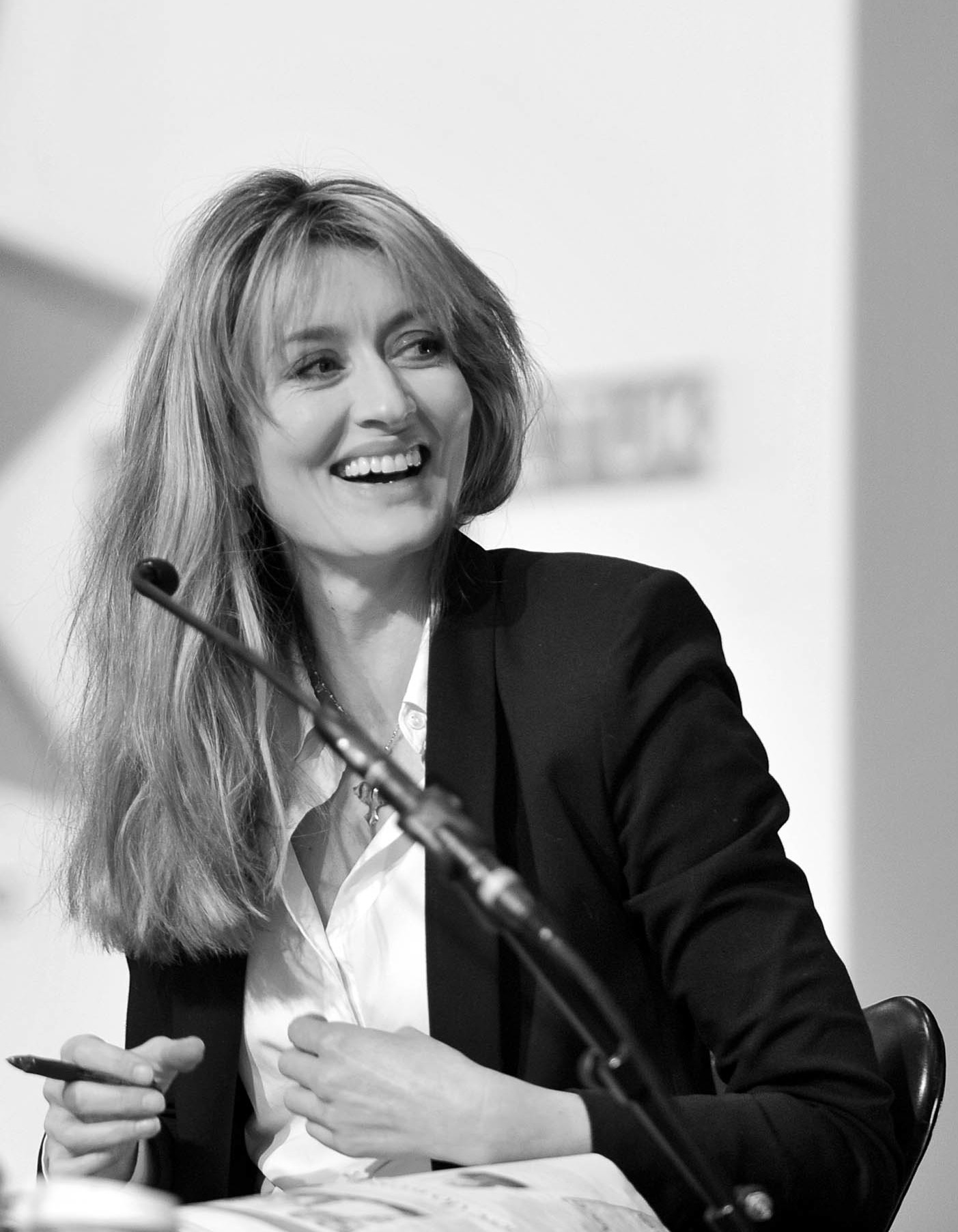
ناتاشا عام 2014 تتحدث للصحافة.

### أفلام
- 1998: عرض ترومان
- 1998: رونين
- 2002: لوريل كانيون
- 2013: روميو وجولييت
- 2016: السيد تشيرش

### مسلسلات
- 2016: الناجي المعين

## الجوائز
| الجوائز والترشيحات | الجوائز والترشيحات | الجوائز والترشيحات       | الجوائز والترشيحات | الجوائز والترشيحات |
| السنة              | العمل              | الجائزة                  | الفئة              | النتيجة            |
| ------------------ | ------------------ | ------------------------ | ------------------ | ------------------ |
| 1999               | رونين              | جوائز إم تي في للأفلام   |                    | رُشِّح                |
| 2003               | سولاريس            | جائزة زحل                | أفضل ممثلة         | رُشِّح                |
| 2003               | سولاريس            | جوائز الأفلام الأيرلندية | أفضل ممثلة في فيلم | رُشِّح                |
| 2005               | الكشف              | جائزة ستالايت            |                    | رُشِّح                |

## روابط خارجية
- ناتاشا ماكليهون على موقع IMDb (الإنجليزية)
- ناتاشا ماكليهون على موقع ميتاكريتيك (الإنجليزية)
- ناتاشا ماكليهون على موقع روتن توميتوز (الإنجليزية)
- ناتاشا ماكليهون على موقع قاعدة بيانات الأفلام العربية
- ناتاشا ماكليهون على موقع ألو سيني (الفرنسية)
- ناتاشا ماكليهون على موقع تيرنر كلاسيك موفيز (الإنجليزية)
- ناتاشا ماكليهون على موقع أول موفي (الإنجليزية)
- ناتاشا ماكليهون على موقع قاعدة بيانات الأفلام السويدية (السويدية)
- ناتاشا ماكليهون على موقع إن إن دي بي (الإنجليزية)
- ناتاشا ماكليهون على موقع ديسكوغز (الإنجليزية)